# Andrej Vidmar
Andrej Vidmar, slovenski hokejist in hokejski trener, * 15. marec 1956, Ljubljana.
Vidmar je bil dolgoletni član kluba Olimpija Hertz Ljubljana, kjer je s sedemnajstimi leti začel kariero in kjer je osvojil sedem naslovov jugoslovanskih prvakov. Naslov prvaka je osvojil še s kluboma HK Partizan Beograd in KHL Medveščak, igral pa je še za HK Vojvodina Novi Sad in HK Bled. Za jugoslovansko reprezentanco je nastopil na Olimpijskih igrah 1984 v Sarajevu, skupno pa odigral stoštirideset tekem, za slovensko reprezentanco pa je odigral dve tekmi. Po končani karieri je bil nekaj časa glavni trener HK Bled, treniral je več mladinskih selekcij klubov, bil pa je tudi pomočnik selektorja slovenske reprezentance v letih 2001 do 2004.
Leta 2012 je bil sprejet v Slovenski hokejski hram slavnih za leto 2008.